# Moussa Diagana
Moussa Diagana (M'Bout, 1946 - 2018) là một nhà văn Pháp ngữ người Mauritanie. Ông học ở Nouakchott, Tunisia, Sorbonne và làm việc ở Mali.
Ông mất vào đêm 15 tháng 1 năm 2018.

## Tác phẩm
- La Légende du Wagadu, vue par Sïa Yatabéré, 1988
- Targuiya, 2001